# هری پاتر و زندانی آزکابان (بازی ویدئویی)
هری پاتر و زندانی آزکابان(به انگلیسی: Harry Potter and the Prisoner of Azkaban) یک بازی کامپیوتری است که همراه فیلم هری پاتر و زندانی آزکابان و در سال ۲۰۰۴ انتشار یافت که سومین قسمت از سری هری پاتر است که توسط جوآن رولینگ نوشته شده است.

## شخصیت‌ها

### قابل بازی

#### نسخه کامپیوتر
(همه شخصیت‌ها یادگرفته‌اند این جادوها:دیپولسا٬الهمورا٬لوموس٬اسپونجیفای٬رکتوسمپرا)
- هری پاتر:این جادوها را در طول بازی یادمی‌گیرد:اکسپکتو پاترونام٬گلسیوس
- هرمیون گرینجر :دراکونیفرس٬لپیفورس
- رون ویزلی:کارپ رکراکتوم

#### نسخه کنسول
(همه شخصیت‌ها در ابتدا فیلپندو را بدند و در مدت بازی اکسپلیارموس را یادمی‌گیرند)
- هری پاتر: کارپ رکراکتوم، اکسپکتو پاترونام
- هرمیون گرینجر:گلاسیوس٬ریپارو٬دراکونیفرس
- رون ویزلی:لوموس دوِ
- دین توماس٬نویل لانگ باتم٬پرواتی پتیل٬دراکو مالفوی٬وینست کراب٬گریگوری گویل٬دانش آموزان اسلایترین٬ریونکلاو و هافلپاف هم می‌توانید در مرحله کلوب دوئل بازی کنید تنها جادوهایی که بلدهستند:فیلپندو٬اکسپلیارموس

### غیرقابل بازی
- آلبوس دامبلدور
- مینروا مک‌گوناگال
- ریموس لوپین
- ربیوس هاگرید
- فیلیوس فلیتویک
- سیریوس بلک

## گویندگان
- استفان فرای- Narrator
- هری رابینسون – هری پاتر
- هارپر مارشال-هرمیون گرینجر
- جرج چیلین- رون ویزلی
- جاناتان کید- آلبوس دامبلدور
- او کارپف- پراواتی پتیل/دختران اسلایترین /دختران هافلپاف
- ادلا کاتینگ- چو چانگ
- بن جانستون- روبیوس هاگرید
- لویس ماکلود- فرد و جرج ویزلی/دراکو مالفوی/ پسران اسلایترین
- نیکی گامر- پانسی پارکینسون
- کریس لانگ- نویل لانگ‌باتم/ دین توماس

## داستان
هری در سال سوم مدرسه علوم و فنون جادوگری هاگوارتز است.

## مشخصات ویژه
- نامزد جایزه بفتا برای موسیقی بازی که توسط جرمی سؤال ساخته شده است.
- اولین بازی از این سری است که می‌توانید در نقش هرمیون گرینجر و رون یزلی بازی کنید.